# 貫成人
貫 成人（ぬき しげと、1956年7月5日 - ）は、日本の哲学者、現象学者、ダンス評論家。
専修大学教授。
藝術学関連学会連合 副会長、舞踊学会 副会長を務める。

## 経歴
神奈川県鎌倉市生まれ。父は宇野哲人の三男で日本史学者の貫達人。清泉小学校、栄光学園を経て、1980年東京大学文学部哲学科卒。1985年同大学院人文科学研究科博士課程単位取得退学。
1988年より埼玉大学教養学部の専任講師をつとめ、1990年より助教授。2000年より専修大学文学部教授。1986年から1987年、1996年から1997年にはヴッパタール大学へ滞在。2003年「経験の構造：フッサール現象学の速度性モデル」で東北大学より博士（文学）号を取得。舞踊学会常務理事、日本現象学会編集委員を務める。

## 研究分野
現象学、舞踊美学、歴史理論 / 身体論、歴史と世界システムの理論を研究対象としている。コンテンポラリー・ダンスを中心に、舞踊批評も行う。ピナバウシュ研究の第一人者でもある。

## 著書

### 単著
- 『図解雑学 哲学』（ナツメ社） 2001年
- 『経験の構造 - フッサール現象学の新しい全体像』（勁草書房） 2003年
- 『哲学マップ』（筑摩書房、ちくま新書） 2004年
- 『カント わたしはなにを望みうるのか:批判哲学』（青灯社、入門・哲学者シリーズ） 2007年
- 『哲学ワンダーランド 〈わかる〉ための道具箱』（PHP研究所） 2007年
- 『ニーチェ すべてを思い切るために:力への意志』（青灯社、入門・哲学者シリーズ） 2007年
- 『ハイデガー すべてのものに贈られること:存在論』（青灯社、入門・哲学者シリーズ） 2007年
- 『フーコー 主体という夢:生の権力』（青灯社、入門・哲学者シリーズ） 2007年
- 『図説・標準哲学史』（新書館） 2008年
- 『真理の哲学』（筑摩書房、ちくま新書） 2008年
- 『歴史の哲学』（勁草書房、双書エニグマ） 2010年
- 『哲学で何をするのか 文化と私の「現実」から』（筑摩書房、筑摩選書） 2012年
- 『大学4年間の哲学が10時間でざっと学べる』（KADOKAWA） 2016年

### 共著
- 『はんらんする身体』（香山リカ, 下斗米淳, 芹沢俊介共著、専修大学出版局） 2006年

## 翻訳
- 『フッサールとフレーゲ』（J・N・モハンティ、勁草書房） 1991年
- 『精神分析の基礎 - 科学哲学からの批判』（アドルフ・グリュンバウム、村田純一, 伊藤笏康, 松本展明共訳、産業図書） 1996年
- 『世界内存在 - 『存在と時間』における日常性の解釈』（ヒューバート・L・ドレイファス、門脇俊介監訳、轟孝夫, 榊原哲也, 森一郎共訳、産業図書） 2000年

## 参考
- 貫成人 - J-GLOBAL